# Karin Fisslthaler

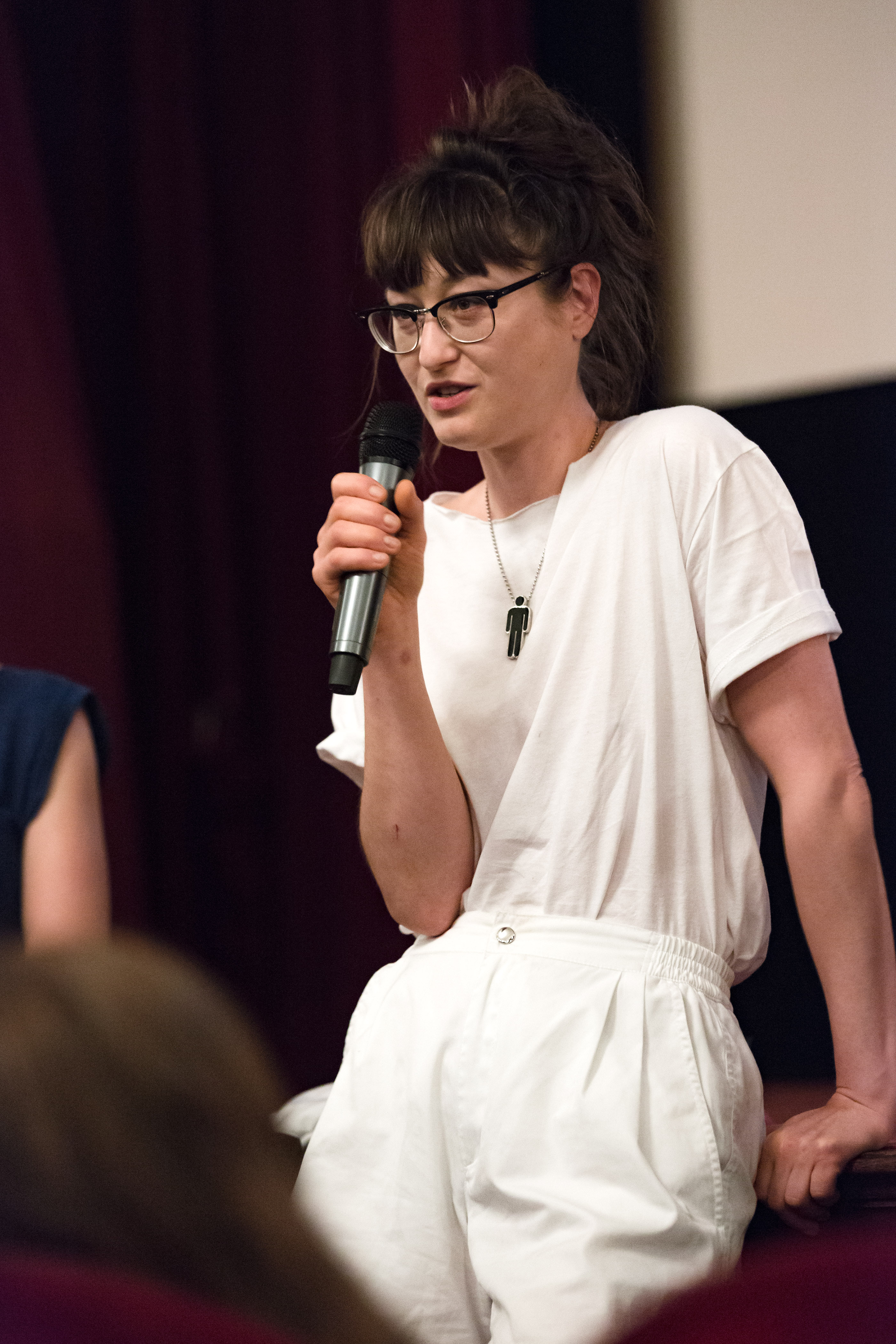
Karin Fisslthaler, 2022

Karin Fisslthaler (* 10. Februar 1981 in Oberndorf bei Salzburg) ist eine bildende Künstlerin, Filmemacherin und Musikerin. Sie lebt und arbeitet in Wien.

## Künstlerisches Werk
Die Künstlerin studierte in der Abteilung Experimentellen Gestaltung und absolvierte ein PhD-Studium für künstlerische Forschung. Beides an der Kunstuniversität Linz. Ihre Arbeit zeichnet sich durch eine kontinuierliche Befragung von Gesten des Körpers, Geschlechterkonstruktionen und Fragen der medialen Repräsentation von Körper und Körpersprache und deren Rückwirkung auf eigene und kollektive Konstruktionen von Identität aus. Mittels bildender, theoretischer, filmischer und musikalischer Stilmittel erzeugt sie Collagen, Fotografien, Filme und Installationen. Ein Schwerpunkt in ihrer Formensprache liegt in der Verwendung von Found-Footage-Materialien. Vielen ist die Künstlerin auch mit ihrem elektronischen Musikprojekt Cherry Sunkist bekannt, von dem es bereits einige Veröffentlichungen gibt und Auftritte in Ausstellungs- und Theater/Performance Settings als auch an Konzertorten erlebbar sind.
Zahlreiche Werke der Künstlerin finden sich in den Sammlungen der Artothek des Bundes, im MUSA Wien Museum Wien, der Kunstsammlung des Landes Oberösterreich, der Kunstsammlung Land Salzburg, der Oberösterreichische Landesgalerie, der Kunstsammlung der Stadt Linz, des Österreichischen Filmmuseum, der Sammlung Spallart, im MOMA New York sowie privat im In- und Ausland. Ihre Arbeiten wurden auf nationalen und internationalen Filmfestivals, Ausstellungen, im öffentlichen Raum und auch in Publikationen präsentiert.

## Ausstellungen (Auswahl)

### Solo
- the space between us, ifk ART, Wien[5] (2022)
- miss you, Galleria CULT, Alghero (2020)
- Once the day will come, QDK artvideoloop, Raum D, MQ, Wien (2020)[6]
- trust*us, mit Thomas Hörl, Peter Kozek, Lydia Nsiah, FÜNFZIGZWANZIG/5020, Salzburg (2018)
- We´re like Crystal, Galerie Raum mit Licht, Wien (2017)
- Final Cuts, Startgalerie im MUSA, Wien (2013)
- Franz Bergmüller/Karin Fisslthaler, Fotohof Salzburg (2017)[7]
- The Broken Telephone, Karin Fisslthaler & Diana Artus, Galerie Raum mit Licht, Wien (2015)
- The Third Place, Karin Fisslthaler & Bernd Oppl, Kunstraum Goethestrasse xtd, Linz (2012)
- Expedition Sonar, Karin Fisslthaler & Richard Eigner, Lentos Art Museum Linz (2010)
- Kunstraum Goethestrasse, Linz (2009)

### Beteiligungen
Ausstellungsbeteiligungen im Casa Manno Museum, Alghero Art Cinema, OK Center Linz, Galerie Schnitzler & Lindsberger Graz, Institut für Moderne Kunst in Nürnberg, Salzburger Kunstverein, Galerie Kuckei+Kuckei in Berlin, 5020 Salzburg, ACF Berlin, La Lumière, Montreal, Hopstreet Gallery, Gallery of Photography in Dublin; BACC-Bankok Art and Culture Center in Thailand; Sound:Frame Festival, Museum für Angewandte Kunst in Wien; Österreichisches Kultur Forum in Warschau; Transmediale in Berlin; EMAF - European Media Art Festival in Osnabrueck; u. v. m.

### Filmfestivals
Ann Arbor Film Festival, Michigan (2023); Diagonale, Graz (2022); International Womens Film Festival, Dortmund (2019); International Short Film Festival, Hamburg (2019); Crossing Europe Filmfestival Linz (2018); Avant-Pop Special Report: Austrian Drifters, Österreichisches Filmmuseum Wien (2017); Vienna Independent Shorts, Wien (2014); Split Film Festival (2014);

## Artist in Residences
- 2023 Cité Internationale des Arts Paris, (FR)
- 2022 KOFOMI, composers residency[9], Mittersill (A)
- 2020 Sardinien, Auslandsatelier des Landes Salzburg (IT)
- 2016 Berlin, Auslandsatelier des Landes Salzburg (D)
- 2016 A.I.R. Hotel Pupik, Schrattenberg/Steiermark (A)
- 2014 Warschau, Auslandsatelier des Landes Salzburg (PL)
- 2012 Krumau, Auslandsatelier des bm:ukk (CZ)
- 2010 Artist in Residence im Rahmen von “Urban Interventions” der EU, Tallinn, (EST)

## Cherry Sunkist
Als Cherry Sunkist war sie im Jahr 2008 für den FM4 Award nominiert, der im Rahmen der Amadeus Austrian Music Award verliehen wird.

### Diskografie
Alben
- 2011: Projection Screens (Comfortzone)
- 2007: OK Universe (22. Jahrhundert Fuchs/Soul Seduction Vienna/Black Market)
- 2006: Cherry Sunkist

Singles
- 2010: Cherry Sunkist EP (Comfortzone)
- 2006: Sketchbooks (UrbanProvince Records)
- 2005: Demo

Remixe
- 2014: Matthias (Remix für die Ausstellung Matthias von Thomas Hörl), erschienen als Edition 150 dt. / 150 engl. Thomas Hörl. Matthias, 7″ Vinylsingle, Wiener Phonogrammarchiv Remixe von Cherry Sunkist und das_em, Dokumentation der Ausstellung Matthias, Texte von Ulrike Kammerhofer-Aggermann und Vitus Weh, Poster; Thomas Hörl, Hrsg. (Wien / Salzburg 2015).

## Auszeichnungen
- 2022 Best Austrian Animation (Sound/Musik) Festival, Wien
- 2020 Förderpreis für Kunst und Kultur, Kulturfonds der Stadt Salzburg[10]
- 2019 Jahresstipendium des Landes Salzburg für Medienkunst[11]
- 2018 forum Stipendium des Alumni Vereins der Kunstuniversität Linz
- 2016 Staatsstipendium für Medienkunst des Bundeskanzleramt Österreich
- 2013 Crossing Europe Filmfestival Linz / Creative Region Music Video Award
- 2011 Elektronikland - Preis des Landes Salzburg für elektronische Musik
- 2009 Diözesankunstpreis Linz

## Publikationen
- Karin Fisslthaler: I`ll be your mirror. (Harpune Verlag, Wien 2019).
- NICO – Wie kann die Luft so schwer sein an einem Tag an dem der Himmel so blau ist,[12] (Institut für moderne Kunst, Nürnberg 2019). ISBN 978-3-922895-34-3
- Karin Fisslthaler & Bernd Oppl: The Third Place / Phantoms & Ghosts (Eigenverlag 2015).
- Moby Dick Filet: Filet No 92. (Harpune Verlag, Wien 2011).
- Wir müssen weiter denken als unsere Pistolen schiessen. Hg.: Andrea van der Straeten (Sonderzahl Verlag Wien 2007).[13]
- OPERA AUSTRIA. Katalog zur Ausstellung, Centro per l´Arte Contemporanea Luigi Pecci (Prato, IT, 2004)
- Madam I am Adam - The Organisation Of Private Life. Hg.: Piet Zwart Institute, Willem de Kooning Academy Hogeschool Rotterdam und die Experimentelle Gestaltung der Kunstuniversität Linz (Rotterdam + Linz 2003).

## Einzelbelege
1. ↑  Galerie Raum mit Licht - KARIN FISSLTHALER - CV. Abgerufen am 13. November 2021.
2. ↑  Fisslthaler Karin. Abgerufen am 13. November 2021.
3. ↑  Karin Fisslthaler. Abgerufen am 13. November 2021.
4. ↑  Sammlung SpallArt - S-2350. Abgerufen am 13. November 2021.
5. ↑  ifk ART - IFK. Abgerufen am 3. Dezember 2023.
6. ↑  Karin Fisslthaler: ONCE THE DAY WILL COME. Abgerufen am 13. November 2021.
7. ↑  Fotohof | Fotohof. Abgerufen am 13. November 2021.
8. ↑  Karin Fisslthaler | transmediale. Abgerufen am 13. November 2021.
9. ↑  kofomi#26-2022 – KOFOMI. Abgerufen am 3. Dezember 2023 (amerikanisches Englisch).
10. ↑  Stadt Salzburg-Cay Bubendorfer: Kulturfondspreise 2020: Auszeichnungen für Kunst und Forschung. Abgerufen am 13. November 2021.
11. ↑  Kunststipendium für Karin Fisslthaler/Cherry Sunkist. 23. September 2019, abgerufen am 13. November 2021.
12. ↑  NICO – Wie kann die Luft so schwer sein an einem Tag an dem der Himmel so blau ist. Abgerufen am 13. November 2021 (deutsch).
13. ↑  wir müssen weiter denken als unsere pistolen schiessen -. Abgerufen am 13. November 2021.

| Personendaten    | Personendaten                                    |
| ---------------- | ------------------------------------------------ |
| NAME             | Fisslthaler, Karin                               |
| KURZBESCHREIBUNG | bildende Künstlerin, Filmemacherin und Musikerin |
| GEBURTSDATUM     | 10. Februar 1981                                 |
| GEBURTSORT       | Oberndorf bei Salzburg                           |